# Сьюдад-Мигель-Алеман
Сьюдад-Мигель-Алеман (исп. Ciudad Miguel Alemán) — город в Мексике, штат Тамаулипас, административный центр муниципалитета Мигель-Алеман. Численность населения, по данным переписи 2010 года, составила 19 997 человек.

## Общие сведения
Название Miguel Alemán дано в честь президента Мексики — Мигеля Алемана Вальдеса.
До 1927 года поселение носило название Сан-Педро-де-Рома, а затем ему был присвоен статус города и современное название.